# Berlin Station
Berlin Station ist eine US-amerikanische Fernsehserie, die am 16. Oktober 2016 ihre Premiere beim Sender Epix feierte. Ähnlich wie die fünfte Staffel der Serie Homeland ist die von Olen Steinhauer erdachte Serie im namensgebenden Berlin angesiedelt und wurde durch das Studio Babelsberg in Berlin und Potsdam produziert. Die erste Staffel besteht aus zehn Folgen und wurde im deutschsprachigen Raum 2017 beim Streaming-Anbieter Netflix veröffentlicht. Es wurden zwei weitere Staffeln für Epix produziert, die ebenfalls bei Netflix zu sehen waren. Die Serie wurde nach drei Staffeln abgesetzt.

## Inhalt
Die Serie ist im Milieu der internationalen Geheimdienste angesiedelt. Daniel Miller ist Analyst bei der CIA und wird nach Deutschland versetzt, um einen Whistleblower aufzuspüren, der geheime Informationen der Berliner CIA-Niederlassung weitergegeben hat. In der zweiten Staffel kämpft Miller gegen die Machenschaften der fiktionalen deutschen Partei Perspektive für Deutschland. In der dritten Staffel geht es um den Kampf gegen eine pro-russische Verschwörung in Estland.

## Besetzung

### Hauptdarsteller
- Richard Armitage als Daniel Miller
- Richard Jenkins als Steven Frost[8]
- Rhys Ifans als Hector DeJean[9]
- Michelle Forbes als Valerie Edwards
- Tamlyn Tomita als Sandra Abe
- Leland Orser als Robert Kirsch
- Richard Dillane als Gerald Ellman
- Bernhard Schütz als Hans Richter
- Mina Tander als Esther Krug
- Keke Palmer als April Lewis
- Ashley Judd als BB Yates

### Nebendarsteller
- Sabin Tambrea als Julian De Vos aka Thin White Duke
- Ulas Kilic als Bora Osman
- Victoria Mayer als Ingrid Hollander[10]
- Julika Jenkins als Ruth Iosava
- Claudia Michelsen als Patricia Schwarz
- Daniela Ziegler als Golda Friedman
- Sebastian Stielke als Mattias Stein
- Antje Traue als Joker
- Johannes Allmayer als Editor
- Michael Paul Chan als Houjin Lin
- Stephan Kampwirth als Colander
- Alexander Beyer als Jürgen Hoffmann
- Steffen Wink als Stefan Heidrich
- Natalia Wörner als Katerina Gerhardt
- Heino Ferch als Joseph Emmerich
- Ismael Cruz Córdova als Rafael Torres
- Thomas Kretschmann als Otto Ganz
- Emilia Schüle als Lena Ganz

## Episodenliste

### Staffel 1
| Nr. (ges.) | Nr. (St.) | Deutscher Titel   | Originaltitel               | Erstausstrahlung USA | Deutschsprachige Erstausstrahlung (D/A/CH) | Regie              | Drehbuch           |
| ---------- | --------- | ----------------- | --------------------------- | -------------------- | ------------------------------------------ | ------------------ | ------------------ |
| 1          | 1         | Auftrag in Berlin | Station to Station          | 16. Okt. 2016        | 18. Juli 2017                              | Michaël R. Roskam  | Olen Steinhauer    |
| 2          | 2         | Flug in den Tod   | Lights Don’t Run on Loyalty | 23. Okt. 2016        | 18. Juli 2017                              | Michaël R. Roskam  | Olen Steinhauer    |
| 3          | 3         | Abserviert        | Riverrun Dry                | 30. Okt. 2016        | 18. Juli 2017                              | Christoph Schrewe  | Bradford Winters   |
| 4          | 4         | Eine alte Schuld  | By Way of Deception         | 6. Nov. 2016         | 18. Juli 2017                              | Christoph Schrewe  | Larry J. Cohen     |
| 5          | 5         | Unter Druck       | Unter Druck                 | 13. Nov. 2016        | 18. Juli 2017                              | Giuseppe Capotondi | Amanda Kate Shuman |
| 6          | 6         | Die Qual der Wahl | Just Decisions              | 20. Nov. 2016        | 18. Juli 2017                              | Giuseppe Capotondi | Olen Steinhauer    |
| 7          | 7         | Die Intrige       | Proof of Life               | 27. Nov. 2016        | 18. Juli 2017                              | John David Coles   | Adria Lang         |
| 8          | 8         | Das Verhör        | False Negative              | 4. Dez. 2016         | 18. Juli 2017                              | John David Coles   | Kyle Bradstreet    |
| 9          | 9         | Thomas Shaw       | Thomas Shaw                 | 11. Dez. 2016        | 18. Juli 2017                              | Joshua Marston     | Bradford Winters   |
| 10         | 10        | Berlin Endstation | Oratorio Berlin             | 18. Dez. 2016        | 18. Juli 2017                              | Joshua Marston     | Olen Steinhauer    |

### Staffel 2
| Nr. (ges.) | Nr. (St.) | Deutscher Titel                  | Originaltitel                   | Erstausstrahlung USA | Deutschsprachige Erstausstrahlung (D/A/CH) | Regie              | Drehbuch                            |
| ---------- | --------- | -------------------------------- | ------------------------------- | -------------------- | ------------------------------------------ | ------------------ | ----------------------------------- |
| 11         | 1         | Alles wird Alt-Right             | Everything’s Gonna Be Alt-Right | 15. Okt. 2017        | 17. Okt. 2017                              | Christoph Schrewe  | Tony Basgallop und Bradford Winters |
| 12         | 2         | Raketen für den Vatikan          | Right Here, Right Now           | 15. Okt. 2017        | 17. Okt. 2017                              | John David Coles   | Tony Basgallop                      |
| 13         | 3         | Direkt ins Herz                  | Right to the Heart              | 22. Okt. 2017        | 17. Okt. 2017                              | John David Coles   | Kiersten Van Horne                  |
| 14         | 4         | Das Richtige tun                 | Do the Right Thing              | 29. Okt. 2017        | 17. Okt. 2017                              | Bronwen Hughes     | Larry J. Cohen                      |
| 15         | 5         | Right of Way                     | Right of Way                    | 5. Nov. 2017         | 17. Okt. 2017                              | Bronwen Hughes     | Lara Shapiro                        |
| 16         | 6         | Høyre Hook                       | The Right Hook                  | 12. Nov. 2017        | 17. Okt. 2017                              | Sarah Pia Anderson | Nina Braddock und Bradford Winters  |
| 17         | 7         | Richtig oder Falsch              | Right and Wrong                 | 19. Nov. 2017        | 17. Okt. 2017                              | Sarah Pia Anderson | Zach Craley                         |
| 18         | 8         | Der Gerechte                     | The Righteous One               | 26. Nov. 2017        | 17. Okt. 2017                              | Giuseppe Capotondi | Tony Basgallop                      |
| 19         | 9         | Der Gewinner schreibt Geschichte | Winners Right the History Books | 3. Dez. 2017         | 17. Okt. 2017                              | Giuseppe Capotondi | Bradford Winters                    |

### Staffel 3
| Nr. (ges.) | Nr. (St.) | Deutscher Titel                              | Originaltitel                        | Erstausstrahlung USA | Deutschsprachige Erstausstrahlung (D/A/CH) | Regie             | Drehbuch         |
| ---------- | --------- | -------------------------------------------- | ------------------------------------ | -------------------- | ------------------------------------------ | ----------------- | ---------------- |
| 20         | 1         | Aut Concilio Aut Ense                        | Aut Concilio Aut Ense                | 2. Dez. 2018         | 8. Dez. 2018                               | Christoph Schrewe | Jason Horwitch   |
| 21         | 2         | Feuer kennt keine Gnade                      | Fire Knows Nothing of Mercy          | 2. Dez. 2018         | 8. Dez. 2018                               | Christoph Schrewe | Jill Blotevogel  |
| 22         | 3         | Die alte Lüge                                | The Old Lie                          | 17. Dez. 2018        | 8. Dez. 2018                               | Bronwen Hughes    | HSM Resnik       |
| 23         | 4         | Wer flucht, fängt keine Fische               | If You Swear, You’ll Catch No Fish   | 24. Dez. 2018        | 8. Dez. 2018                               | Bronwen Hughes    | Jennifer Kennedy |
| 24         | 5         | Der Traum von den vier Polizisten            | The Dream of the Four Policemen      | 6. Jan. 2019         | 8. Dez. 2018                               | Hagen Bogdanski   | Sara Gran        |
| 25         | 6         | Eiskalte Hölle                               | In Cold Hell                         | 13. Jan. 2019        | 8. Dez. 2018                               | Christoph Schrewe | Morenike Balogun |
| 26         | 7         | Das Auge will nicht wahr haben, was es sieht | The Eye Fears When It Is Done to See | 20. Jan. 2019        | 8. Dez. 2018                               | Tanya Hamilton    | Zach Craley      |
| 27         | 8         | Die grüne Datscha                            | The Green Dacha                      | 27. Jan. 2019        | 8. Dez. 2018                               | Tanya Hamilton    | Jennifer Kennedy |
| 28         | 9         | Kriegsende                                   | End of War                           | 10. Feb. 2019        | 8. Dez. 2018                               | Marc Jobst        | Jill Blotevogel  |
| 29         | 10        | Buch der Gefallenen                          | Book of the Fallen                   | 17. Feb. 2019        | 8. Dez. 2018                               | Marc Jobst        | Jason Horwitch   |